# Abdij van Sint-Mauritius
De Abdij van Sint-Mauritius (Franstalig: Abbaye de Saint-Maurice d'Agaune) ligt in Zwitserland in het tegenwoordige Saint-Maurice de Valais in het kanton Wallis. In de laat-Romeinse tijd en de vroege middeleeuwen lag op deze plaats de Romeinse nederzetting Agaunum. Saint Maurice maakt nu deel uit van het bisdom van Sion. De abdij is gesitueerd tegen een bergklip in een schilderachtig deel van de Simplonpas tussen Genève en Noord-Italië.
De abdij is zelf een territoriale abdij en maakt geen deel uit van een bisdom. De abdij van Sint-Mauritius is het meest bekend van de verhalen over het martelaarschap van het Thebaanse Legioen. De abdij is het centrum van het pittoreske plaatsje, maar wordt zelden bezocht door toeristen. Sinds midden 1900 maakt de plaats Saint-Maurice in z’n geheel deel uit van het territoriale bisdom.

## Geschiedenis
De abdij van Sint-Mauritius is in de Romeinse doorvoerpost Agaunum gebouwd op de ruïnes van een voormalige tempel, die gewijd was aan Mercurius, de god van de reizigers. De plaats werd voor het eerst bekend door een handschrift van Sint-Eucherius, bisschop van Lyon, dat hij rond het jaar 454 stuurde aan bisschop Salvius. Eucherius kreeg een openbaring waardoor hij overtuigd raakte van het martelaarschap van een Romeins legioen, het Thebaanse Legioen onder leiding van Sint-Mauritius.
Dit betrof dezelfde plaats als waar Theodorus, bisschop van Octodurum (nu Martigny) tussen 350 en 380 beenderen vond en een basiliek met reliekschrijn bouwde boven op deze vindplaats. In 515 werd de Basiliek van Sint-Mauritius van Agaunum het centrum van een klooster onder de bescherming van koning Sigismund van Bourgondië, de eerste heerser in zijn dynastie die zich van het arianisme tot het rooms-katholicisme bekeerde. Hij schonk grond aan de abdij en financierde ook de bouw.
De Abdij van Saint-Maurice in Agaunum was de belangrijkste abdij van het koninkrijk Bourgondië en werd bekend vanwege het 'eeuwigdurende lof' ('laus perennis') een eeuwigdurende psalmzang, waarbij in volcontinudienst de psalmgebeden en gezangen voor kantieken werden gezongen. Dag en nacht wisselden verschillende koren elkaar zonder onderbreking af. Deze traditie ging zo tot de vroege 9e eeuw door. De abdij was in deze tijd een van de rijkste en best gefinancierde kloosters in West-Europa.
Halverwege de 9e eeuw werd de abdij door Hugbert, zwager van Lotharius II, de koning van het koninkrijk Lotharingen, ingenomen. Hij zetelde er daarna als abt. In 864 kwam hij echter om bij gevechten om rivier de Orbe. Hubert van Arles werd vervangen door de winnaar van de strijd, graaf Koenraad II van Auxerre. De nakomelingen van Koenraad II werden vanaf Rudolf I (859-912) tot en met Rudolf III (970-1032) de koningen van Bourgondië. Deze koningen bestuurden tot voorbij de millenniumwisseling ook de abdij. Daarna ging de abdij weer over in kerkelijke handen.
Bosso van Provence (844-887) ontving de abdij in 871 van zijn zwager Karel de Kale, die de abdij in 875 zelf bezocht. De lekenabt van de abdij sloeg Bosso tot koning. Rudolf I volgde hem op in 888, waarbij de kroningsceremonie in de abdij plaatsvond.
In 926 ruilde Hendrik de Vogelaar het kanton Aargau voor de lans, zwaard en sporen van Sint-Mauritius. Deze ruil zou hem en zijn nakomelingen geen windeieren leggen. In 961 werden de relieken van Sint-Mauritius en andere martelaars door keizer Otto I de Grote overgebracht naar de nieuwe Dom van Maagdenburg. De kroonjuwelen speelden tot in de 19e eeuw een rol in de keizerlijke kroningsrituelen van het Heilige Roomse Rijk.
In 1840 verleende paus Gregorius XVI de titel van bisschopszetel van Bethlehem voor eeuwig aan de nu onafhankelijke Abdij van Sint-Mauritius. De hele geschiedenis door is de abdij door zijn strategische ligging ten opzichte van de bergpas en onafhankelijkheid onderworpen geweest aan de grillen van de oorlog. De abdij werd vaak schatplichtig gemaakt en gedwongen om losgeld of huurlingen te betalen. Heden ten dage is er een middelbare jongensschool gevestigd.

## Architectuur
De abdij is gedurende een periode van minstens 15 eeuwen diverse malen herbouwd. Opgravingen hebben een doopkapel blootgelegd, welke uit de 4e of de 5e eeuw dateert, een serie van kerken, die over elkaar heen zijn gebouwd, daterend van de 5e tot de 11e eeuw. Ook de crypten werden gebouwd tussen de 4e en de 8e eeuw gebouwd. Het oudste deel van de huidige kerk stamt uit de 17e eeuw terwijl de toren uit de 11e eeuw komt. De romaanse toren werd in 1945 gereconstrueerd om de schade als gevolg van een vallend rotsblok te repareren. De nieuw geïnstalleerde beiaard is tot en met heden de grootste in Zwitserland.